# Lijst van nummer 1-hits in de 3FM Mega Top 50 in 2016
Deze hits stonden in 2016 op nummer 1 in de Mega Top 50, de hitlijst van de Nederlandse radiozender NPO 3FM.
| Datum        | Artiest                              | Titel                               |
| ------------ | ------------------------------------ | ----------------------------------- |
| 2 januari    | Justin Bieber                        | Love Yourself                       |
| 9 januari    | Justin Bieber                        | Love Yourself                       |
| 16 januari   | Justin Bieber                        | Love Yourself                       |
| 23 januari   | Lukas Graham                         | 7 Years                             |
| 30 januari   | Major Lazer, Nyla & Fuse ODG         | Light It Up (Remix)                 |
| 6 februari   | Major Lazer, Nyla & Fuse ODG         | Light It Up (Remix)                 |
| 13 februari  | Mike Posner                          | I Took a Pill in Ibiza (SeeB Remix) |
| 20 februari  | Mike Posner                          | I Took a Pill in Ibiza (SeeB Remix) |
| 27 februari  | Mike Posner                          | I Took a Pill in Ibiza (SeeB Remix) |
| 5 maart      | Rihanna & Drake                      | Work                                |
| 12 maart     | Mike Posner                          | I Took a Pill in Ibiza (SeeB Remix) |
| 19 maart     | Mike Posner                          | I Took a Pill in Ibiza (SeeB Remix) |
| 26 maart     | Dua Lipa                             | Be the One                          |
| 2 april      | Dua Lipa                             | Be the One                          |
| 9 april      | Dua Lipa                             | Be the One                          |
| 16 april     | Dua Lipa                             | Be the One                          |
| 23 april     | Fifth Harmony & Ty Dolla Sign        | Work from Home                      |
| 30 april     | Drake, Wizkid & Kyla                 | One Dance                           |
| 7 mei        | Drake, Wizkid & Kyla                 | One Dance                           |
| 14 mei       | Drake, Wizkid & Kyla                 | One Dance                           |
| 21 mei       | Justin Timberlake                    | Can't Stop the Feeling!             |
| 28 mei       | Justin Timberlake                    | Can't Stop the Feeling!             |
| 4 juni       | Justin Timberlake                    | Can't Stop the Feeling!             |
| 11 juni      | Justin Timberlake                    | Can't Stop the Feeling!             |
| 18 juni      | Justin Timberlake                    | Can't Stop the Feeling!             |
| 25 juni      | Justin Timberlake                    | Can't Stop the Feeling!             |
| 2 juli       | Justin Timberlake                    | Can't Stop the Feeling!             |
| 9 juli       | Justin Timberlake                    | Can't Stop the Feeling!             |
| 16 juli      | Justin Timberlake                    | Can't Stop the Feeling!             |
| 23 juli      | Drake, Wizkid & Kyla                 | One Dance                           |
| 30 juli      | Major Lazer, Justin Bieber & MØ      | Cold Water                          |
| 6 augustus   | Major Lazer, Justin Bieber & MØ      | Cold Water                          |
| 13 augustus  | Major Lazer, Justin Bieber & MØ      | Cold Water                          |
| 20 augustus  | Major Lazer, Justin Bieber & MØ      | Cold Water                          |
| 27 augustus  | Major Lazer, Justin Bieber & MØ      | Cold Water                          |
| 3 september  | Major Lazer, Justin Bieber & MØ      | Cold Water                          |
| 10 september | DJ Snake, Justin Bieber              | Let Me Love You                     |
| 17 september | DJ Snake, Justin Bieber              | Let Me Love You                     |
| 24 september | DJ Snake, Justin Bieber              | Let Me Love You                     |
| 1 oktober    | DJ Snake, Justin Bieber              | Let Me Love You                     |
| 8 oktober    | DJ Snake, Justin Bieber              | Let Me Love You                     |
| 15 oktober   | DJ Snake, Justin Bieber              | Let Me Love You                     |
| 22 oktober   | DJ Snake, Justin Bieber              | Let Me Love You                     |
| 29 oktober   | DJ Snake, Justin Bieber              | Let Me Love You                     |
| 5 november   | DJ Snake, Justin Bieber              | Let Me Love You                     |
| 12 november  | The Weeknd, Daft Punk                | Starboy                             |
| 19 november  | The Weeknd, Daft Punk                | Starboy                             |
| 26 november  | The Weeknd, Daft Punk                | Starboy                             |
| 3 december   | Clean Bandit, Sean Paul & Anne-Marie | Rockabye                            |
| 10 december  | Clean Bandit, Sean Paul & Anne-Marie | Rockabye                            |
| 17 december  | Clean Bandit, Sean Paul & Anne-Marie | Rockabye                            |
| 24 december  | Clean Bandit, Sean Paul & Anne-Marie | Rockabye                            |
| 31 december  | Clean Bandit, Sean Paul & Anne-Marie | Rockabye                            |